# Cornettes de Bise
I Cornettes de Bise (2.432 m s.l.m.) sono una montagna delle Prealpi dello Sciablese nelle Prealpi di Savoia.

## Descrizione
Si trovano lungo la linea di confine tra la Svizzera e la Francia.

## Toponimo
Il termine « Cornette » si riferisce ad una morfologia simile a quella di un piccolo corno, nome che in toponimia corrisponde in genere ad un risalto roccioso. Il termine « Bise » invece è riferito al vento del nord che soffia sul bacino del Lago Lemano..